# Neorudia proxima
Neorudia proxima är en insektsart som först beskrevs av Fowler 1904.  Neorudia proxima ingår i släktet Neorudia och familjen Tropiduchidae. Inga underarter finns listade i Catalogue of Life.